# Andreas Cleyer
Andreas Cleyer (* 27. Juni 1634 in Kassel; † zwischen dem 20. Dezember 1697 und dem 26. März 1698 in Batavia, heute Jakarta, auf Java) war ein deutscher Kaufmann, Botaniker, Mediziner und Japan-Forscher.

## Leben
Andreas Cleyer wurde als Sohn des Leutnants Peter Kleier (auch Kleiier) und dessen Frau Agnes Amalia geboren. Über die Kindheit und Jugend ist nichts bekannt. Sein Studium, vermutlich in Marburg, schloss er mit dem Lizentiat für Medizin (U.M.L., utriusque medicinae licentiatus) ab, das ihn zur vollen Berufsausübung berechtigte.
Am 22. November 1661 als Soldat (adelborst, etwa so viel wie Seekadett) in die Dienste der Niederländischen Ostindien Kompanie (VOC). Nach seiner Ankunft in Batavia wurde er zunächst als Lazarettwärter eingesetzt. 1665 erscheint er in den Papieren der Kompanie als Laborant, der sich mit der Lieferung bzw. Herstellung von Heilmitteln befasst. Im folgenden Jahr engagierte er sich bei der Neugründung der Lateinschule und wurde für kurze Zeit deren Rektor. Nach dem Tode des Festungsapothekers 1667 übernahm er dessen Amt, 1668 kam die Stadt- und Hospitalapotheke hinzu. Damit hatte er eine Schlüsselposition im Medizinalwesen der Kompanie inne. Es gelang ihm, beide Einrichtungen eigenverantwortlich zu betreiben. Da er auch eigene Kräutergärten betrieb und preiswerte Drogen aus dem Einzugsbereich der Kompanie einsetzte, war er bald auch finanziell erfolgreich. 1680 wurde er Mitglied des Rats der Justiz.
1682 übernahm er für ein Jahr die Leitung der Niederlassung Dejima in Nagasaki (Japan). Dieser Posten war begehrt, da man über private kleine Handelsgeschäfte ein ansehnliches Zusatzeinkommen ermöglichte. Cleyer und George Meister, den er in Batavia als Gärtner und Aufseher über seine Arzneimittelgärten eingestellt hatte, begannen auch in Japan mit der Suche nach nützlichen Pflanzen. Obwohl die Europäer überwacht und nach Möglichkeit an der Erkundung von Land und Leuten behindert wurden, erlaubte man das Botanisieren seit Ende der sechziger Jahre, weil auch die japanischen Behörden an der Erschließung einheimischer Ressourcen interessiert waren. Cleyer gelangen die ersten nennenswerten westlichen Studien zur Pflanzenwelt Japans. Während seines zweiten Aufenthalts in Japan von 1685 bis 1686 kam es zu allerlei Problemen mit seinem Privathandel, weshalb die japanischen Behörden ihm jede weitere Anlandung verboten.
Das in Batavia und Japan erworbene Vermögen erlaubte ihm jedoch den Rückzug aus dem Dienst der Kompanie. Cleyer kehrte nicht nach Europa zurück, sondern blieb in Batavia, widmete sich dem Studium der malaysischen Botanik und übte einige Ehrenämter aus. Eine Reihe deutscher Landsleute wie Heinrich Muche, Johann Wilhelm Vogel oder Johann Konrad Rätzel erwähnen Cleyer in ihren Reisebüchern. Auch auf Engelbert Kaempfers Japanforschung übte er einen starken Einfluss aus.

## Leistungen
Cleyer führte umfangreiche botanische Bestandsaufnahmen in Ost- und Südostasien durch und sammelte zugleich zoologische und medizinische Informationen. Seine Korrespondenz und der enge Kontakt zur deutschen Leopoldina, der er ab 8. November 1678 angehörte, lenkte die Aufmerksamkeit vieler Gelehrter auf die japanische Pflanzenwelt. Von Cleyer stammen die ältesten Abbildungen japanischer Pflanzen in europäischen Druckwerken, er klärte als erster die Natur der von Hermann Buschoff beschriebenen japanischen Moxa auf. Cleyer übte des Weiteren einen starken Einfluss auf Engelbert Kaempfer aus, als dieser sich 1689 in Batavia auf die Reise nach Japan vorbereitete. Kaempfers Forschungen zur Pflanzenwelt des Inselreichs gehen auf Cleyers Anregungen zurück. Cleyer sorgte auch dafür, dass die Clavis Medica des polnischen Jesuiten Michael Boym, durch die er mit der chinesischen Pulslehre bekannt wurde, sowie das Specimen Medicinae Sinicae, eine Sammlung von Übersetzungen aus der Feder von Philippe Couplet (1623–1693) und anderen Jesuiten der Chinamission, publiziert wurden. Eine umfangreiche Sammlung japanischer Pflanzenaquarelle, die er an den Arzt, Botaniker und Sinologen Christian Mentzel in Berlin schickte, wird heute von der Staatsbibliothek zu Berlin gehütet. In der Botanik erinnert der Gattungsname Cleyera an seine historischen Verdienste.

## Schriften

Cleyers Beobachtungen zur japanischen Moxa, (1686)

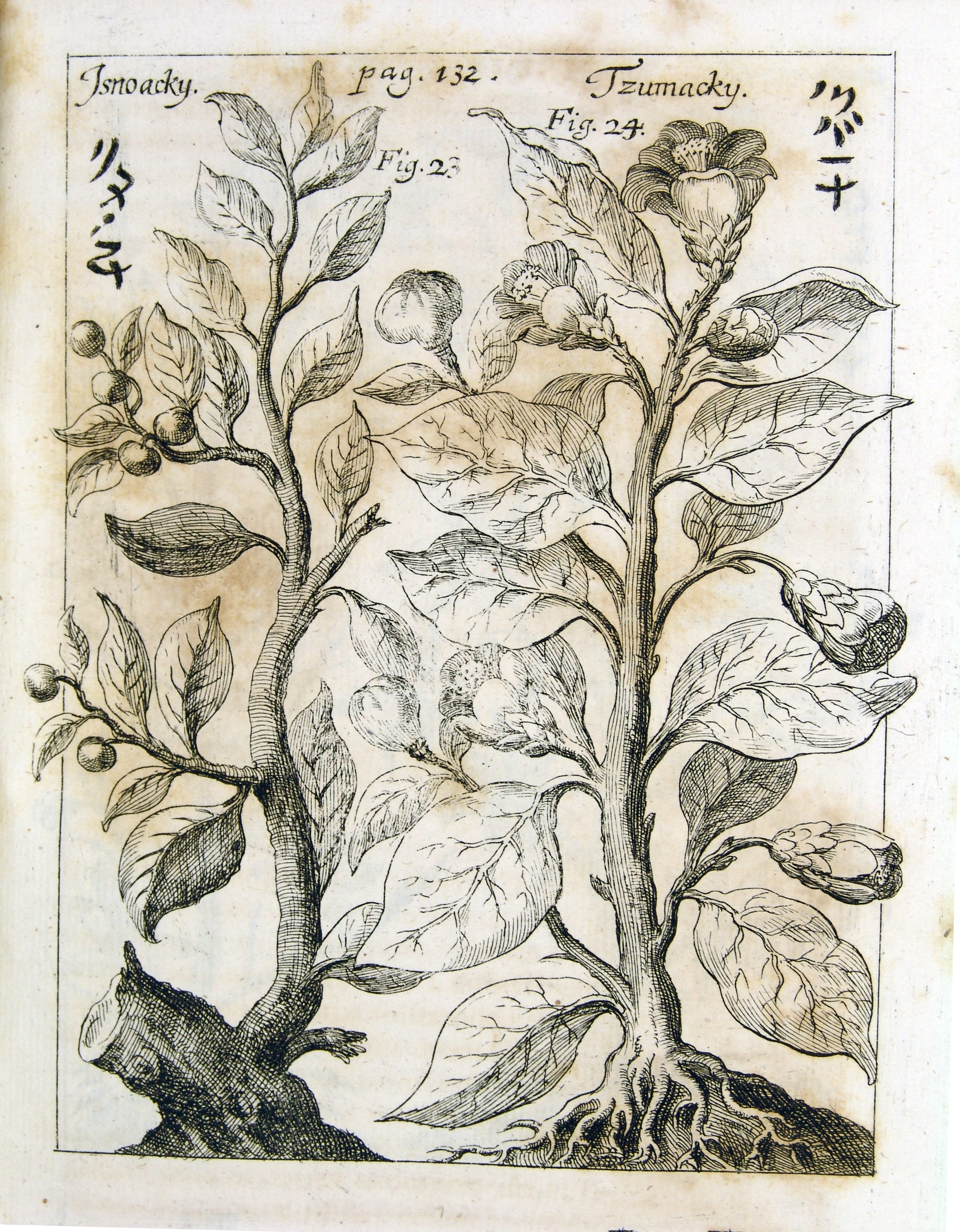
Illustration zu einer Mitteilung Cleyers in den Ephemeriden der Leopoldina (De Plantis Japanensibus Isnoacky, Germ. Eyserholz / & Tsumacky).

- Specimen Medicinae Sinicae, sive Opuscula Medica ad Mentem Sinensium. Zubrodt, Frankfurt am Main 1682. (Cleyer ist lediglich der Herausgeber dieser von Jesuiten in China angefertigten Sammlung von Übersetzungen.)
- Clavis medica ad Chinarum doctrinam de pulsibus / autore Michaele Boymo … in lucem Europaeam produxit Cl. Dn. Andreas Cleyerus …. Norimbergae, 1686.
- Tagebuch des Kontors zu Nagasaki auf der Insel Deshima, 20. Okt. 1682–5. Nov. 1682. (Bearbeitet von Eva S. Kraft) Bonn 1985. ISBN 3-922700-05-5
- Beobachtungen von Cleyer in den “Miscellanea curiosa medico-physica Academiae naturae curiosorum sive Ephemerides Germanicae” (nach Michel, 1991)
- 1683: Decuria II, Annus I:
  - Observatio 16, De Ovo gallinaceo, cum serpentis imagine in testâ.
  - Observatio 17, De Ovo gallinaceo praegnante & epate gallinarum insigni.
  - Observatio 18, De Corporibus sphaericis permultis in ventriculo humano inventis.
- 1684: Decuria II, Annus II:
  - Observatio 5, De Elephantia Javae nova.
  - Observatio 7, De Serpente magno Indiae Orientalis, Urobubalum deglutiente.
  - Observatio 8, De Nube pyramidali in Oceano attractiva.
- 1685: Decuria II, Annus III:
  - Observatio 13, De S.Thomae Christianis Indiae Or. pedibus strumosis.
- 1686: Decuria II, Annus IV:
  - Observatio 1, De Moxa.
  - Observatio 2, De Radice Gensingh.
  - Observatio 3, De Catechu.
  - Observatio 4, De Herba Thee.
  - Observatio 5, De Fructu Ananas.
  - Observatio 6, De Cinnamomo & Cassia lignea.
  - Observatio 92, De Japanensium arbusculis Tzudzinsic dictis.
- 1687: Decuria II, Annus V:
  - Observatio 40, De Arbore laccifera Japanensi Fasnoky sive Namra.
  - Observatio 41, De Arbore Mami Itabo Japonensium.
- 1688: Decuria II, Annus VI:
  - Observatio 49, De Cicadis Indicis.
  - Observatio 52, De Planta Japanica Vinganfana.
  - Observatio 53, De Duabus plantis aquaticis Japanensibus Koëbe & Fasnofana.
  - Observatio 54, De Canschy & Fiewa Japanensium arboribus.
- 1689: Decuria II, Annus VII:
  - Observatio 70, De Plantis Japanensibus Isnoacky, Germ. Eyserholz / & Tsumacky.
  - Observatio 71, De Plantis Japanensibus Cumi Gummi & Miaco Bana.
  - Observatio 72, De Plantis Japanensibus Kyrama & Fickofax.
  - Observatio 73, De Plantis Japanensibus Nifum Schin ‘Srogat, Mominoky & Feggo
- 1690: Decuria II, Annus VIII:
  - Observatio 21, De Ceto minore ambrophago.
  - Observatio 22, Monstrosa animalia.
  - Observatio 190, De Plantis Japanensibus Mitznofana & Fatasiro.
  - Observatio 191, De Floribus Japanensibus Kanako Juri & Jama Juri.
  - Observatio 192, De Arboribus Japanensibus Fisakaky & Tsutta.
- 1691: Decuria II, Annus IX:
  - Observatio 75, De Plantis Japanensibus Din nanscho & Omodto.
  - Observatio 76, De Floribus Japanensibus Vohsnofana & Ghimi.
  - Observatio 77, De Arboribus Japanensibus Kutzinèsch & Tobera-Nocky.
- 1692: Decuria II, Annus X:
  - Observatio 35, De Opio Aphrodisiaco.
  - Observatio 36, De Arboribus Japonensium Itabe & Hambu.
  - Observatio 37, De Arbore Camphorifera Japonensium Kusnoky dicta.
  - Observatio 38, De Plantis Japonensium Ran & Schoboe.
- 1695: Decuria III, Annus II:
  - Observatio 179, De Plantis Japanensibus Jamaran & Decku.
  - Observatio 180, De Fruticibus Japanensibus Tzinsinqua & Daniwathas.
  - Observatio 181, De Floribus Japanensibus Schinobu & Tzooschinkiku.
  - Observatio 182, De Arboribus Japanensibus Meehebii & Insur.
- 1696: Decuria III, Annus III:
  - Observatio 118, De Arbore Japonensium Tschooditsoo sive Tschoot-Itzu.
  - Observatio 119, De Floribus Japonensium Kuko sive Asangu & Zuri-Jani.
  - Observatio 120, De Plantis Japonensium Zumani & Jamiuncka sive Jamamiuncka.
- 1700: Decuria III, Annus V & VI:
  - Observatio1, De Plantis Japonensibus Joosie.
  - Observatio 2, De Arboribus Japonensibus Gummy & Fiaku Schyqua.
  - Observatio 3, De Fruticibus Japonensibus Tsingkikoe & Fana datzibana.